# Kaburantwa (vattendrag i Burundi, lat -3,02, long 29,23)
Kaburantwa är ett vattendrag i Burundi, ett biflöde till Ruzizifloden. Det rinner genom den nordvästra delen av landet, och två delar av det övre loppet ingår i gränsen mot Rwanda.